# Josef Stránský

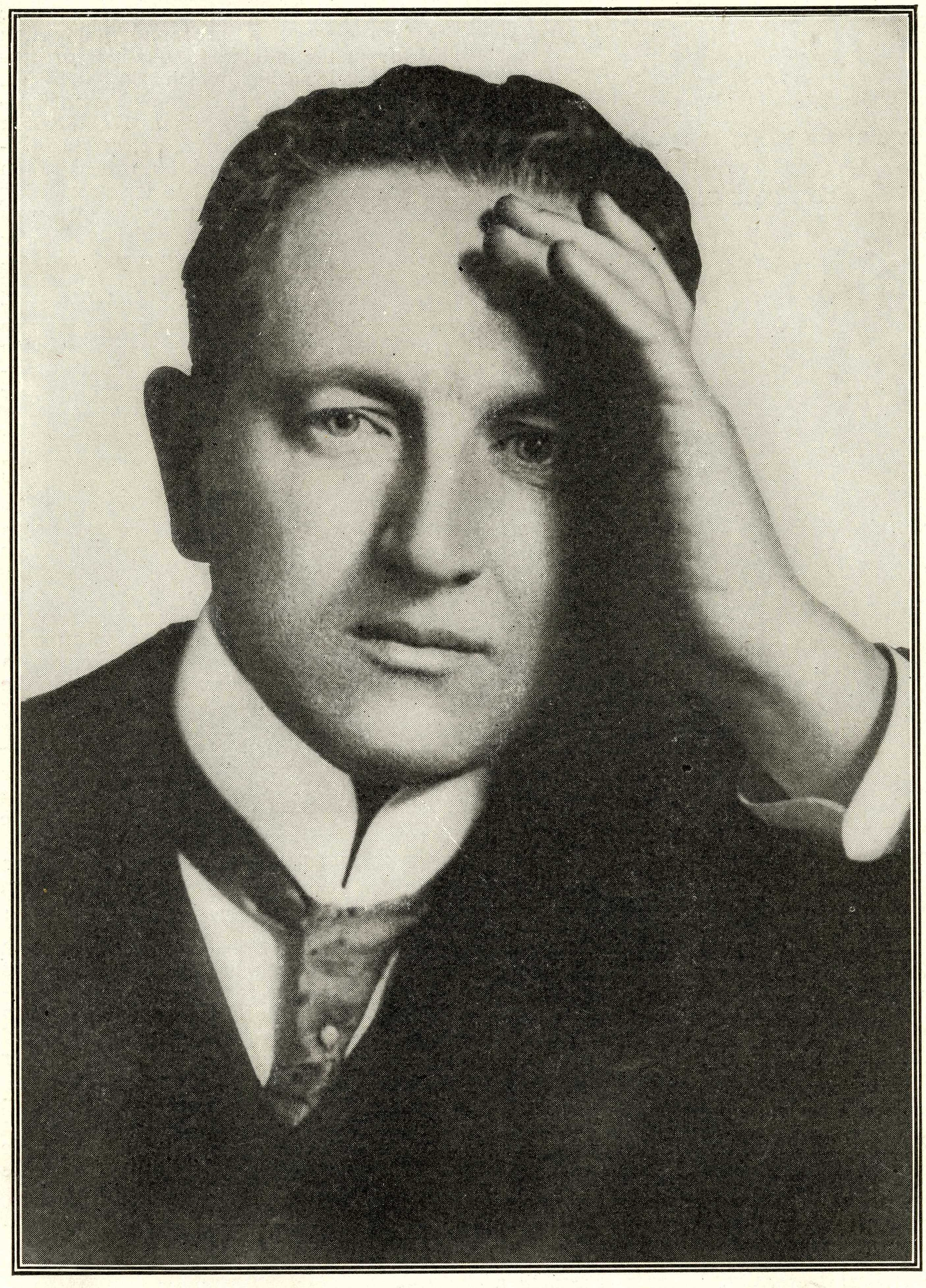
Josef Stránský (1911)

Signatur von Josef Stránský („Capellm Josef Stransky“)

Josef Stránský (* 9. September 1872 in Humpolec; † 6. März 1936 in New York) war ein böhmischer Dirigent, Komponist und Kunstsammler. 

## Leben
Stransky verlebte seine Kindheit in Prag, wo er ein Medizinstudium begann, das er in Leipzig fortsetzte. Hier wurde er Theorieschüler von Salomon Jadassohn. Er ging nach Wien und studierte bei Robert Fuchs. 1896 kehrte er nach Prag zurück und machte die medizinischen Staatsexamina. Danach widmete er sich endgültig der Musik. 1898 verpflichtete ihn Angelo Neumann als Kapellmeister an das Deutsche Theater Prag. 1903 wechselte Stransky in dieser Funktion an das Stadt-Theater Hamburg. 1909 leitete er das Blüthner-Orchester, für das er 1910 die Hamburger Stellung ganz aufgab. Von 1911 bis 1923 war er Dirigent der New Yorker Philharmoniker in der Nachfolge von Gustav Mahler. Er wurde zum Ehrenmitglied der Phi Mu Alpha Sinfonia-Bruderschaft ernannt. 1923 bis 1925 dirigierte er das New York State Symphony Orchestra, um danach seine musikalische Tätigkeit aufzugeben. 
Nun wandte er sich dem Kunsthandel zu und wurde Partner in der Galerie Gimpel & Wildenstein. Er selbst sammelte seit seiner Jugend bedeutende Gemälde alter Meister sowie des Impressionismus.

## Werke
- Béatrice et Bénédict, Neubearbeitung, Robert Lienau Musikverlag, Berlin 1912
- Der General, Operette
- Symphonische Lieder